# 7-ма повітряна ескадрилья Війська польського «Ескадрилья Костюшко»
7-ма повітряна ескадрилья Війська Польського, «Ескадрилья Костюшко» (пол. 7. Eskadra Lotnicza) — авіаційний підрозділ Війська Польського у 1919—21 роках, що комплектувався переважно добровольцями зі США. Ескадрилья брала участь у радянсько-польській війні 1920 р., ставши однією з найактивніших.

## Історія створення
Початок формуванню 7-ї ескадрильї було покладено наприкінці 1918 року. 7 листопада у Кракові було сформовано командування 3-ї повітряної ескадрильї.
25 листопада 1918 після об'єднання всіх повітряних частин підрозділ переведено до Львова, який напередодні покинули частини Української Галицької армії. Льотчики 7-ї ескадрильї брали участь у польсько-українській війні 1918—19 рр.
У червні 1919 підрозділ переведено у резерв. За даними польських дослідників, 26 серпня 1919 р. через брак польських кадрів було укладено угоду з американськими льотчиками-добровольцями, які поповнили особовий склад підрозділу. Очолив переформовану ескадрилью майор Седрік Фаунтлер. Серед пілотів був і капітан Меріан К. Купер (майбутній режисер фільму «Кінг-Конг»).
Всього на службу було прийнято 21 американця. Багато хто з них, аби приховати своє походження та уникнути міжнародного розголосу, прибували до Львова у вагонах Червоного Хреста як начебто хворі на тиф. Із жовтня 1919 року ескадрилья базувалася на Левандівці.
31 грудня 1919 ескадрилья прийняла ім'я Костюшко на честь Тадеуша Костюшка, героя війни за незалежність США та борця за незалежність Речі Посполитої. Американці складали більшу частину льотчиків. Наземна команда була польська.

## Участь у радянсько-польській війні
«Ескадрилья Костюшко» була вперше використана в Київській наступальній операції в квітні 1920 р.
У травні 1920 р. її штаб розміщувався в місті Біла Церква. Згодом після контрнаступу Червоної армії командування повернулося до Галичини.
В серпні 1920 р. «Ескадрилья Костюшко» брала участь в обороні Львова, Варшави та у битві при Комарові, в якій завдала великої шкоди 1-й кінній армії Будьонного.
Після польсько-радянської війни, в 1925 р. 7-ма ескадрилья Костюшко була перетворена на 121-шу винищувальну, а згодом у 111-ту винищувальну ескадрилью, яка відзначилась у боях із німцями під час вторгнення у Польщу в 1939 р. При цьому названі підрозділи зберігали епонім «Костюшко».